# Olszany (Ukraina)
Olszany (ukr. Ольшани) – wieś na Ukrainie w rejonie kamieńskim obwodu wołyńskiego.

## Historia
Pod koniec XIX w. folwark w gminie Raków, w powiecie mińskim.